# 亞瓜魯
亞瓜魯（西班牙語：Yaguarú）是玻利維亞的城鎮，位於該國東部，由聖克魯斯省負責管轄，距離首府聖克魯斯326公里，海拔高度198米，每年平均降雨量約1,200毫米，2009年人口2,667。
15°19′S 63°35′W / 15.317°S 63.583°W